# Русское слово (журнал)
«Ру́сское сло́во» — петербургский ежемесячный «учёно-литературный» журнал, издававшийся с 1859 по 1866 год графом Г. А. Кушелевым-Безбородко. Считался рупором нигилизма. 
До 1862 года редакция помещалась в собственном доме графа Кушелева по адресу: Гагаринская набережная, 24. Для редактирования были сначала приглашены Яков Полонский и Аполлон Григорьев, но очень скоро их заменил А. Хмельницкий, человек весьма мало причастный к литературе.
Журнал наполнялся специальными исследованиями, часто весьма почтенными (Фёдора Буслаева, Николая Костомарова и других), но малоинтересными для большой публики. В середине 1860 годов граф Кушелев пригласил в редакторы Григория Евлампиевича Благосветлова; в том же году в «Русском Слове» стал сотрудничать Дмитрий Писарев, и журнал сразу принял радикальное направление.
После майских пожаров за статью Дмитрия Писарева «Бедная русская мысль» в майском выпуске за 1862 год «Русское слово» было приостановлено на полгода (в одно время с «Современником»). Собственнику журнала дали понять, что он компрометирует себя изданием такого журнала. Ему к тому времени надоела возня с литераторами, и он подарил журнал Благосветлову. Тогда же редакция переехала в дом Миллера по адресу: Колокольная ул., 3.
В возникшей через несколько лет полемике с «Современником» бесплатное приобретение журнала упоминалось чрезвычайно часто и Благосветлову постоянно бросали в лицо графский подарок, будто бы заслуженный в графских «передних» спаньем на «графских ливреях». На самом деле, однако, Благосветлов всецело создал успех журнала. Он же сообщил ему тот особый тип радикализма, которым «Русское слово» отличалось от «Современника».
С окончательным переходом к Благосветлову «Русское слово» стало выразителем движения 1860-х годов. В радикальных слоях этого движения были два течения: одно, представителем которого был «Современник» времен Н. Г. Чернышевского и Н. А. Добролюбова, другое, выразилось нарождением так называемого «нигилизма», с его аффектированной резкостью и грубым ниспровержением всего старого только потому, что оно старое.
«Русское слово», главным образом в лице Писарева, В. А. Зайцева, Н. В. Соколова, М. А. Филиппова играло немаловажную роль в истории первой половины 1860-х годов.
«Русское слово», стало популярным благодаря хлёстким статьям Писарева, Зайцева и Соколова, отчасти Н. В. Шелгунова и А. П. Щапова. Из беллетристов в нем принимал деятельное участие И. Ф. Бажин и Н. А. Благовещенский (он был под конец ответственным редактором журнала) и лишь изредка появлялись повести и рассказы Марко Вовчка, Левитова, А. К. Михайлова-Шеллера, Н. Г. Помяловского, Ф. М. Решетникова, К. М. Станюковича, Г. И. Успенского.
После покушения Каракозова в 1866 году «Русское слово», одновременно с «Современником», было закрыто по высочайшему повелению.
После прекращения журнала редакцией «Русского слова» был подготовлен и издан учёно-литературный сборник «Луч», составленный из статей и беллетристики основных сотрудников журнала и выдававшийся в виде компенсации за невышедшие в связи с запрещением журнала тома. После выхода в свет первого тома в этом же году издателем Г. Е. Благосветловым был приготовлен и сдан в печать второй том сборника, который был арестован в типографии и запрещен, а редактор подвергнут судебному преследованию. На этом издании сборника прекратилось.